# 药木忽儿
药木忽儿（?—?），又译玉木忽儿、要木忽尔、岳木忽而，元朝宗王。拖雷（元世祖忽必烈之父）的孙子，阿里不哥的长子。

## 生平
至元八年（1271年），药木忽儿跟随皇子北平王那木罕防御北边，驻阿力麻里（今新疆霍城）。至元十四年（1277年），诸王脱黑帖木儿与药木忽儿及玉龙答失之子撒里蛮，合谋劫那木罕、丞相安童，挟河平王昔里吉叛乱，抓住益兰州等五部断事官刘好礼，据岭北之地。
七月，丞相伯颜抵达和林（今蒙古国哈尔和林），与昔里吉、药木忽儿在斡鲁欢河作战。相持日久，伯颜、土土哈等待其懈怠将其击败。兀鲁兀特率领哈答追昔里吉、药木忽儿到野孙河（也儿的石河，今额尔齐斯河），昔里吉、药木忽儿逃到乞儿吉思。
斡鲁欢河之战，伯颜夺得脱黑帖木儿辎重，昔里吉不能救援；脱黑帖木儿于是依附撒里蛮，告知海都、忙哥帖木儿。药木忽儿擒获脱黑帖木儿，药木忽儿劝昔里吉杀了他。
至元十九年（1282年），脱黑帖木儿死后，撒里蛮失援，宽彻攻打昔里吉、药木忽儿，俘获他们献于元朝朝廷。中途经过斡赤斤后王分地，药木忽儿送给他们钱，将他劫去，只有昔里吉被献俘。
药木忽儿尽取昔里吉、撒里蛮之斡耳朵，依附海都（一说投奔术赤后王火你赤）。元贞二年（1296年）秋，不愿臣事海都，与昔里吉之子兀鲁思不花降元。次年正月入朝，元成宗大悦，为这件事改元大德，大赦。复其封地，增给岁赐。命药木忽儿屯田和林，与晋王甘麻剌一起防御海都，率阿速千户玉哇失在巴阿邻之地击败海都。
大德三年（1299年），封定远王，赐鎏金银印龟纽。率本部军讨伐笃哇，获胜。大德九年（1305年），改威定王，换金印驼钮。至大元年（1308年），进封定王。至大三年（1310年），设王府官如例。不久去世。
其子薛彻干嗣定王，至治三年（1323年），泰定帝即位，授给薛彻干以其父药木忽儿的金印。泰定三年（1326年），增置定王总管府。

## 延伸阅读
[在维基数据编辑]
 《新元史/卷110》，出自柯劭忞《新元史》